# Cirice
Cirice è un singolo del gruppo rock svedese Ghost. La traccia è stata pubblicata come primo singolo dal terzo album in studio del gruppo Meliora. La canzone ha raggiunto il numero 4 nella classifica Mainstream Rock Songs e ha vinto il Grammy Award per la migliore performance metal nel 2016.
Cirice è presente nella scaletta del videogioco Rock Band VR.

## Descrizione
Cirice è stato originariamente concepito insieme a Devil Church, che era la sua apertura, come un brano strumentale di nove minuti molto oscuro e cupo senza coro. Con l'assistenza del produttore Klas Åhlund, si è materializzato un coro e le due parti sono state divise.
Cirice è stato rilasciato in download gratuito dal sito ufficiale della band il 30 maggio 2015. È stato eseguito per la prima volta dal vivo al concerto del 3 giugno 2015 nella loro città natale di Linköping. Una versione in CD e una in vinile, accoppiata con il lato B Absolution, è stato rilasciato il 31 luglio 2015 esclusivamente nei negozi di dischi indipendenti negli Stati Uniti. Chad Childers di Loudwire ha notato che il brano "aumenta la tensione e la pesantezza man mano che procede".  La canzone è stata eseguita dal vivo al Late Show with Stephen Colbert il 31 ottobre 2015, segnando la prima apparizione della band sulla televisione americana.

## Video musicale
Il video musicale della canzone, diretto da Roboshobo, è ispirato al film del 1976 Carrie-Lo sguardo di Satana.  Il video mostra la band mentre gli scolari eseguono la canzone in un talent show scolastico, con un ragazzo che interpreta Papa Emeritus III (con il facepaint di Papa Emeritus II). Mentre canta la canzone, si concentra su una ragazza in mezzo alla folla con i due che condividono una connessione psichica di qualche tipo. Al culmine della canzone, il preside cerca di allontanare il ragazzo dal palco. La ragazza con rabbia si alza in piedi e rivela poteri psichici costringendo mentalmente il preside a liberare il ragazzo, e poi usando i suoi poteri a caso sul resto della folla. La gente corre dall'auditorium urlando, mentre la ragazza continua a sorridere. Alla fine il preside riesce a scollegare l'amplificatore della band e mette fine alla follia. Dopo la fine della canzone, un uomo e una donna, presumibilmente i genitori del ragazzo, si alzano in piedi e applaudono per la band con gioia. 

## Accoglienza
Cirice ha raggiunto il numero 4 nella classifica Mainstream Rock Songs di Billboard. Loudwire ha classificato la canzone al secondo posto nella lista delle 20 migliori canzoni metal del 2015.  Cirice e il suo video musicale sono stati nominati per la migliore canzone metal e il miglior video metal ai Loudwire Music Awards 2015.
La canzone ha vinto il Grammy Award per la migliore performance metal nel 2016.  Un membro della band ha detto che quando ha ricevuto il messaggio di testo che lo informava della nomination, ha pensato che fosse per un Grammis, che è considerato l'equivalente svedese dei premi americani e che Ghost ha vinto in passato.

## Tracce
1. Cirice – 6:02
2. Absolution (solo nell'edizione statunitense) – 4:51

## Classifiche
| Classifiche (2015)          | Posizione massima |
| --------------------------- | ----------------- |
| Mainstream Rock (Billboard) | 4                 |
| Rock Airplay (Billboard)    | 27                |

## Formazione
- Papa Emeritus III - voce
- Nameless Ghouls - chitarra solista, basso, tastiera, batteria, chitarra ritmica
- David M. Brinley - copertina